# 스위스 축구 협회
스위스 축구 협회(독일어: Schweizerischer Fussballverband, SFV; 프랑스어: Association Suisse de Football, 이탈리아어: Associazione Svizzera di Football ASF; 로만슈어: Associaziun Svizra da Ballape Associaziun svizra da ballape (ASB) (도움말·정보), ASB)는 스위스의 축구 협회이다. 스위스 축구 리그와 스위스 축구 국가대표팀을 조직하였고, 베른을 본부로 두고 있다.
1895년에 창립하였으며 영국 밖에서 창립된 최초의 축구 협회들 중 하나이다. SFV-ASF는 1904년 FIFA의 창립 멤버이다. FIFA는 현재 스위스의 취리히를 본부로 두고 있고, UEFA도 스위스의 니옹에 본부를 두고 있다.